# Phyllanthus magnificens
Phyllanthus magnificens är en emblikaväxtart som beskrevs av Jean F.Brunel och Jacobus Petrus Roux. Phyllanthus magnificens ingår i släktet Phyllanthus och familjen emblikaväxter. Inga underarter finns listade i Catalogue of Life.